# Тезавровский, Владимир Васильевич
Тезавровский Владимир Васильевич (1880, Ливны — 1955, Одесса) — советский актёр и режиссёр, заслуженный артист РСФСР.

## Биография
Родился в городе Ливны Орловской области. Родители умерли вскоре после его рождения. Жил в приюте, учился в Ливенском Реальном училище. В 1901 году встретился с Немировичем-Данченко и стал работать в его театре. Окончил художественную школу при театре в 1905 году и сразу был принят в основную труппу театра. В 1905—1917 годах — актёр МХТ. 
В 1918 — 1925 годах жил и работал в Одессе.  Организовал художественную студию. Затем преподавал в театральном техникуме, работал как режиссёр в театре "Массодрам". 
В 1925 — 1927 годах — режиссёр-администратор Оперной студии К. С. Станиславского в Москве; позднее режиссёр периферийных и московских областных театров. У Станиславского обучал молодёжь дикции и гриму. Долго изучал постановочную работу. Руководил оперой в Минске и Тифлисе. Был первым оперным режиссёром и основателем белорусской оперы. Поставил в Минске оперные спектакли:
- «Золотой петушок» (Н.Римский-Корсаков)
- «Евгений Онегин» (П.Чайковский)

В Свердловске (театр «Красный факел») поставил спектакли:
- «Рельсы гудят» (В.Киршон)
- «Не было ни гроша, да вдруг алтын» (А.Островский)
- «Аристократы» (Н.Погодин)

В 1941—1946 году — главный режиссёр Московского областного театра юного зрителя. В этом театре поставил спектакли:
- «Пионер Павел Морозов» (Яковлев)
- «Илья Муромец» (Павленко)
- «Бедность не порок» (А.Островский)
- «Голубое и розовое» (А.Бруштейн)
- «Меч Китая» (П.Маляревский)

###### Театральные роли
- Кот (Синяя птица)
- Осрик (Месяц в деревне)
- Шааф (Месяц в деревне)

###### Кино
В 1917 году Тезавровский снял свой единственный немой художественный фильм в 4 частях «Женщина без головы». В. Вишневский определил фильм как «драму недавних событий» и отметил, что «содержание не установлено». В ролях — Мариус Петипа, Владимир Тезавровский, Е. Порфирьева, Л. Сперанцева, К. Савицкий, компания Товарищество «Химера».
Фильмография
- 1917 — Женщина без головы.

В послевоенные годы жил в Одессе. Работал в театре юного зрителя. 
Умер в 1955 году в Одессе. Похоронен на 2-м христианском кладбище (уч. 17) .

## Семья
- Жена — Бовшек Евгения Гавриловна (1888 — 1942), сестра актрисы Анны Гавриловны Бовшек.
- Сын — Тезавровский Василий Владимирович (1918  — 1949), летчик.

## Награ
- Звание  "Заслуженный артист РСФСР" (1945).